# Верхнее Чуево
Верхнее Чуево —  село в Уваровском районе Тамбовской области России. 
Входит в Подгорненский сельсовет.

## География
Расположено на реке Ворона, в 8 км к юго-востоку от районного центра, города Уварово и в 9 км к востоку от центра сельсовета села Подгорное.  

## История
До 2013 года село было центром Верхнечуевского сельсовета.

## Население
| 2002 | 2010 |
| ---- | ---- |
| 569  | ↘516 |

Согласно результатам переписи 2002 года, в национальной структуре населения русские составляли 98 % от жителей.